# Pierre Vinken
Pierre Johan Jacques Gérard (Pierre) Vinken (Treebeek, 25 november 1927 – Amsterdam, 4 november 2011), vanaf 1950 altijd kortweg P.J. Vinken was een Nederlandse neurochirurg en succesvol uitgever. Vinken was tevens al jong actief als columnist en publicist.

## Jeugd en opleiding
Pierre Vinken werd als oudste zoon van een katholiek mijnbeambte geboren in het Limburgse Treebeek. Hij had één jongere broer, Jacques. In 1947 deed hij eindexamen HBS-B aan het R.K. Bisschoppelijk College in Sittard. Daarna ging hij medicijnen studeren aan de Rijksuniversiteit Utrecht, waar hij ook zijn interesse in de kunstgeschiedenis ontplooide. Tijdens zijn studie was hij kort lid van studentenvereniging Unitas. In zijn vriendenkring waren velen geïnteresseerd in kunst en literatuur: onder meer Jan Emmens, Joop Moesman, Sonja Witstein en Joop Goudsblom. Vinken had een brede interesse en schreef al snel in studentenbladen. Hij gebruikte de pseudoniemen Maarten Vossaert en Ernst Reil.

## Arts

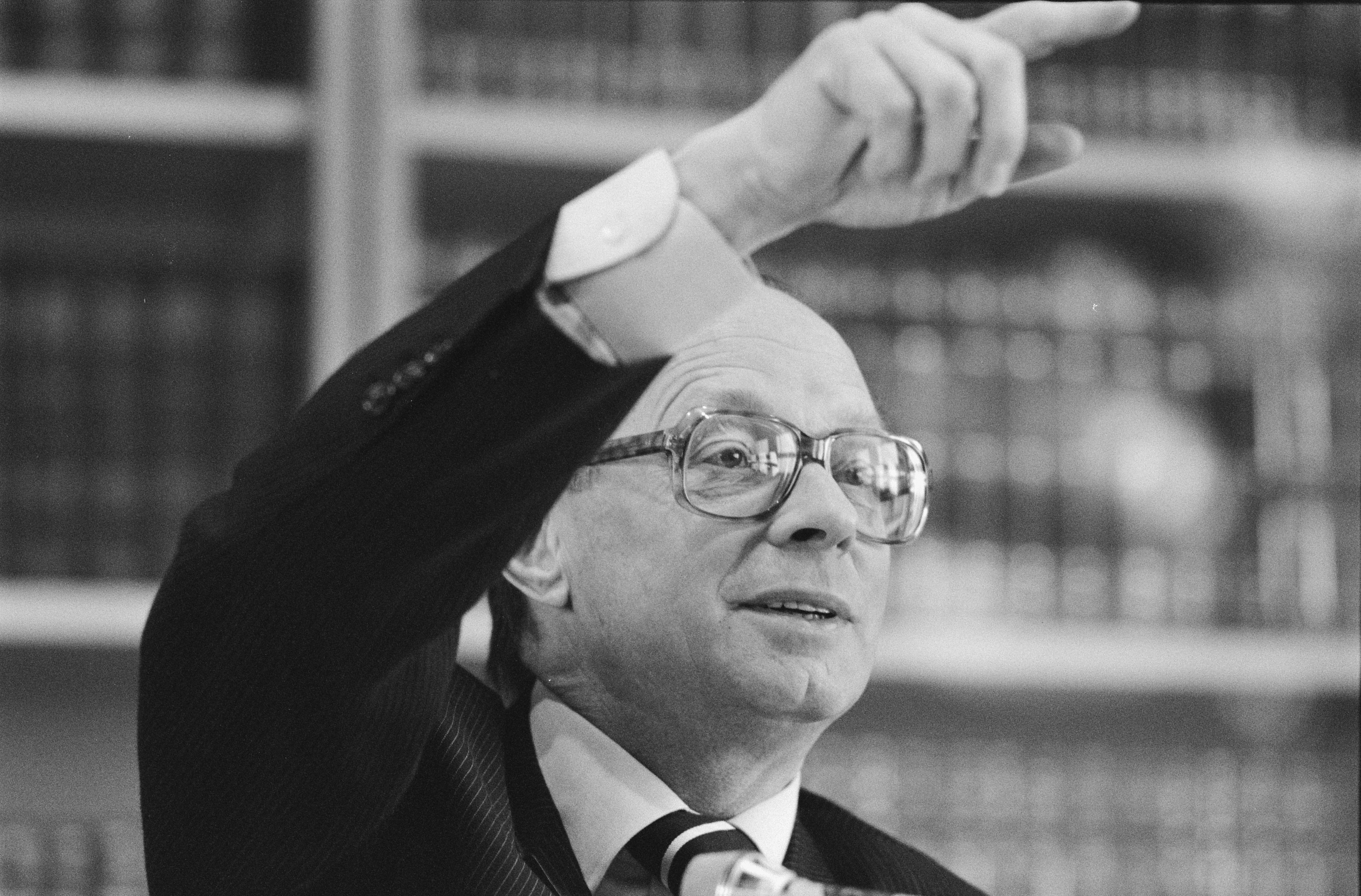
Vinken in 1989

In 1955 deed Vinken zijn artsexamen op bijna 28-jarige leeftijd. Een assistentschap in opleiding (psychiatrie, bij prof. dr. H.C. Rümke) werd geen succes. In 1959 begon Vinken als 31-jarige assistent in opleiding neurologie in het Amsterdamse Wilhelmina Gasthuis, bij prof. dr. Arie Biemond. In mei 1964 rondde hij zijn specialisatie en opleiding met succes af en werd hij op 36-jarige leeftijd officieel neurochirurg. Tijdens zijn studietijd was Vinken in 1957 begonnen als redacteur van het tijdschrift Excerpta Medica, waar hij aanvankelijk samenvattingen maakte, maar al in 1966 algemeen-directeur werd. Daarnaast had Vinken tot 1973 een particuliere neurochirurgische praktijk in de Boerhaave kliniek in Amsterdam. In 1976 werd Vinken benoemd tot hoogleraar medische informatieverzamelingen aan de Universiteit Leiden. In 1981 ontving hij een eredoctoraat van de Universiteit van Parijs.

## Uitgever

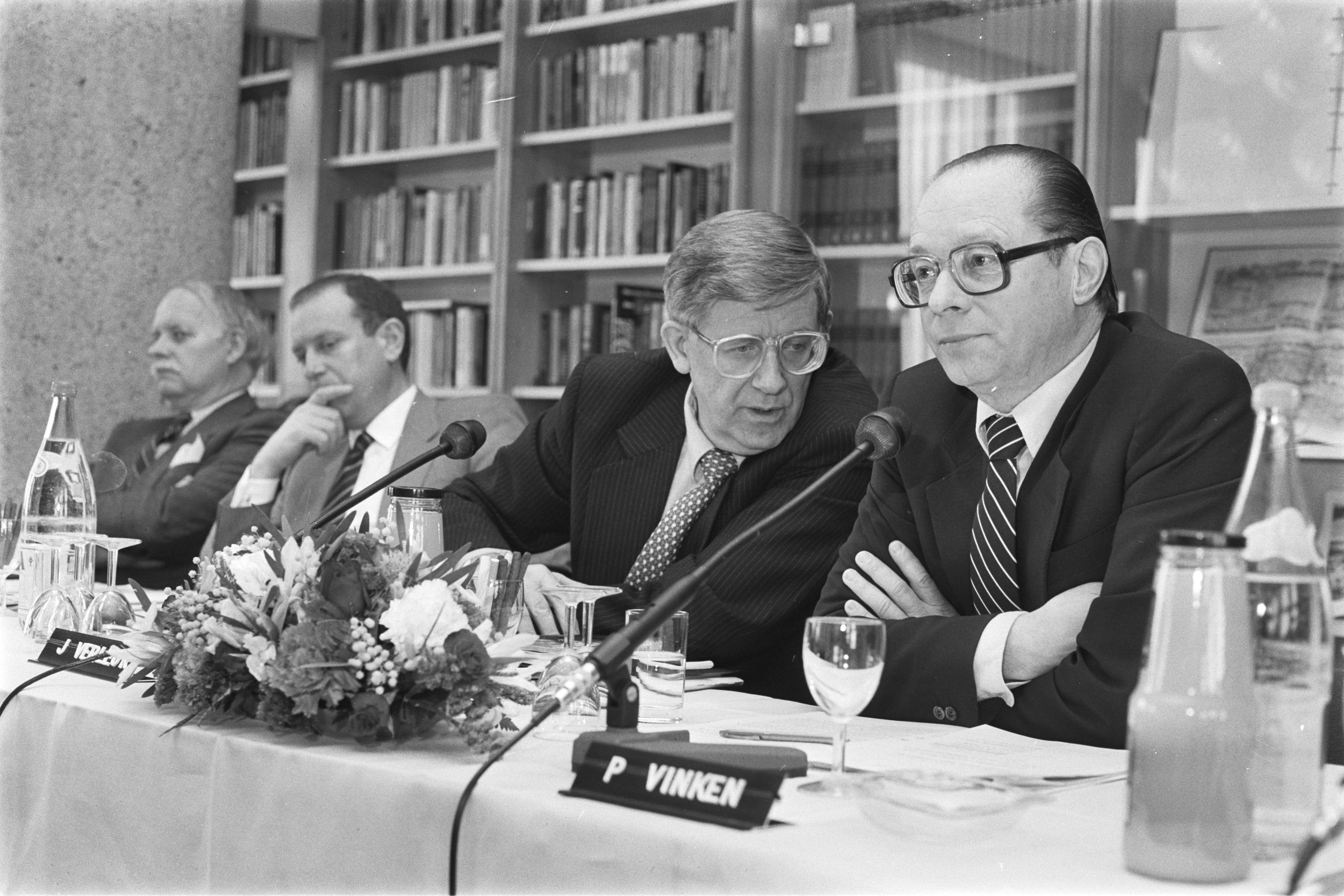
Vinken in de Raad van Bestuur van Elsevier (1984)

Begin jaren zeventig kwam Vinkens carrière in een stroomversnelling. In 1971 werd hij directeur van Elsevier Science Publishers en in 1979 voorzitter van de Raad van Bestuur van Elsevier. Hij wist de winst te maximaliseren door concentratie op wetenschappelijke tijdschriften, door te streven naar 20% winst per jaar en door minder rendabele bedrijfsonderdelen simpelweg af te stoten. Onder zijn leiding werd Elsevier de wereldmarktleider op het gebied van wetenschappelijke informatie. Vinken slaagde erin Elsevier te laten fuseren met de Britse uitgeverij Reed International. Vanaf 1993 was Vinken Chairman of the Board of Directors van Reed Elsevier en van 1995 tot 1999 voorzitter van de raad van commissarissen van Elsevier, Amsterdam. De meningen over Vinken als ondernemer waren uiteenlopend. Vinken werd enerzijds als uitgever wel "de meest succesvolle Nederlandse ondernemer uit het laatste kwart van de twintigste eeuw" genoemd. Anderzijds werd hij ook "koel, kil en klinisch" genoemd en gekenschetst als iemand die vooral uit was op winstmaximalisatie.

## Brede interesse
Vinken had altijd een brede interesse gehad. In 1957 was hij met Geert van Oorschot en diverse anderen betrokken bij de oprichting van het literair tijdschrift Tirade. Van 1959 tot 1963 schreef hij onder pseudoniem over kunst in het weekblad Vrij Nederland. Ook publiceerde hij diverse kunsthistorische artikelen, geïnspireerd door prof. William Heckscher. Als directeur van Excerpta Medica werd hij een van de grondleggers van de digitalisering van de Nederlandse media. In 1967 was hij mede-initiator van het landelijk pathologisch anatomisch informatiesysteem Palga. In 1968 was Vinken medeoprichter van bibliotheekautomatiseerder PICA.
Vinken had een groot aantal commissariaten en diverse onbezoldigde bestuurlijke functies. Zo was hij in 2011 onder andere voorzitter van het nieuwe cultuurfonds Ammodo, opgezet door de Stichting Optas. Deze Stichting was op slinkse wijze eigenaar geworden van het zeer omvangrijke pensioenfonds voor havenwerkers (PVH). In 1996 nam Vinken het initiatief tot de oprichting van het Republikeins Genootschap.

## Persoonlijk leven
Vinken was vanaf 1955 getrouwd met Koos Ooms. Van 1981 tot 1989 was hij getrouwd met Els Bouma en in het jaar 1995 gedurende korte tijd met zakenvrouw Sylvia Tóth. Verder had hij relaties met onder anderen Merel Laseur, Annemarie Oster en Anne-Marie Stordiau-van Egmond. Vinken heeft vijf kinderen. Het persoonlijk archief van Pierre Vinken is in 2007 deels overgedragen aan de Stichting Bibliotheek van het Boekenvak bij de Bijzondere Collecties in de Universiteitsbibliotheek Amsterdam. De briefwisseling van Vinken met Erwin Panofsky, William Heckscher en H.W. Janson bevindt zich in de Koninklijke Bibliotheek.
Vinken overleed in november 2011 op 83-jarige leeftijd.

## Wall Street Journal Corpus
Vinken heeft een speciale status verworven bij experts op het gebied van natural language processing (NLP). De eerste zin van het Wall Street Journal Corpus, een veelgebruikt corpus in dit vakgebied, luidt namelijk: "Pierre Vinken, 61 years old, will join the board as a nonexecutive director Nov. 29." Deze zin heeft Vinken "onsterfelijk op 61-jarige leeftijd" gemaakt omdat hij zeer vaak opduikt bij verschillende toepassingen waarvoor dit corpus gebruikt wordt.

## Publicaties van Pierre Vinken (selectie)
- P.J. Vinken & G.W. Bruyn (ed.): Handbook of clinical neurology. Amsterdam, 1968-2002. ISSN 0072-9752
- Pierre Vinken: Informatie genereert informatie. Oratie Rijksuniversiteit Leiden, 1976
- Pierre Vinken: The shape of the heart. Amsterdam, Uitgeverij Elsevier, 2000. ISBN 0444829873.
- Pierre Vinken: Republikeins citatenboek. (met tek. van Joep Bertrams). Amsterdam, Bert Bakker, 2002. ISBN 90-351-2499-5
- Pierre Vinken en Hans van den Bergh (samenst. en inl.): Het scherp van de snede. De Nederlandse literatuur in meer dan honderd polemieken. Amsterdam, Uitgeverij Prometheus, 2010. ISBN 978-90-446-1489-3
- [met Eddy de Jongh], ‘Frans Hals als voortzetter van een emblematische traditie. Bij het huwelijksportret van Isaac Massa en Beatrix van der Laen’, Oud Holland 76 (1961), pp. 117-152.
- [met Eddy de Jongh], ‘De boosaardigheid van Hals’ regenten en regentessen’, Oud Holland 78 (1963), pp. 1-26.

## Publicaties over Pierre Vinken
- Paul Frentrop:  Tegen het idealisme. Een biografie van Pierre Vinken. Uitgeverij Prometheus, Amsterdam, 2007. ISBN 978-90-446-1108-3
- Raymond Vermeulen & Philip de Wit: Onder uitgevers. Uitgeverij SUN, Nijmegen, 2000. ISBN 90-6168-967-8
- Martin van Amerongen: PJV. Amsterdam, Elsevier, 1995. Geen ISBN